# Laura Hodges
Laura Hodges; z d. Summerton (ur. 13 grudnia 1983 w Adelaide) – australijska koszykarka, reprezentantka kraju grająca na pozycji środkowej. Mistrzyni Świata 2006. Dwukrotna wicemistrzyni olimpijska 2004 oraz 2008.

## Kariera
- WNBA:
  - 2005-2006 Connecticut Sun

- Inne:
- 2002-2006  Adelaide Lightning
- 2006-2007  Taranto Cras Basket
- 2008-2009  ASD Basket Parma
- 2010-2011  GEAS Milan
- 2011-nadal  Adelaide Lightning